# NGC 2958
NGC 2958 في الفهرس العام الجديد، هي مجرة، تقع في كوكبة الأسد. اكتشفت في 7 مارس 1877 بواسطة إدوارد ستيفان.

## روابط خارجية
- NGC 2958 على موقع ويكي سكاي: DSS2, SDSS, GALEX, IRAS, Hydrogen α, X-Ray, Astrophoto, Sky Map, Articles and images